# Quách Đức Hải
Quách Đức Hải (chữ Hán: 郭德海, ? – 1234), tự Đại Dương, người huyện Trịnh, Hoa Châu , tướng lãnh người dân tộc Hán của Đế quốc Mông Cổ.

## Xuất thân
Đức Hải là hậu duệ của Quách Tử Nghi – danh tướng nhà Đường, nguyên quán là huyện Dương Khúc, địa cấp thị Thái Nguyên, tỉnh Sơn Tây, và là con trai trưởng của danh tướng Quách Bảo Ngọc. Đức Hải có tư thái, dung mạo kỳ vĩ, cũng thông hiểu thiên văn, binh pháp như cha mình. Cuối đời Kim, được làm Mưu khắc, có công đánh bại tướng Tống là Bành Nghĩa Bân ở Sơn Đông. Đức Hải biết tin Quách Bảo Ngọc đã hàng Mông Cổ, bèn trốn vào Thái Hành Sơn, rồi ra hàng quân Mông Cổ, được làm Sao mã đạn áp.

## Tham gia chinh chiến
Đức Hải theo tiên phong Triết Biệt tây chinh, vượt Khất Tắc Lý Bát Hải , đánh Thiết Sơn , không tìm thấy dấu hiệu của quân địch, bèn đốt cỏ hao làm hiệu, khói lửa đầy đồng, khiến đối phương xông ra, rồi đón đánh, chém 3 vạn thủ cấp. Quân Mông Cổ vượt qua Tuyết lĩnh  cả vạn dặm theo hướng tây bắc, tiến quân đến nước Đáp Lý , chiếm được. Năm 1225, quân Mông Cổ về đến Tranh Sơn , thủ lĩnh người Thổ Phồn là Ni Luân, thủ lĩnh người Hồi Hột là A Tất Đinh phản kháng, Đức Hải đánh bại và chém chết họ.
Mùa xuân năm 1228 , Đức Hải theo nguyên soái Khoát Khoát Xuất đem kỵ binh do thám vào Quan Trung, người Kim đóng cửa quan cố thủ. Đức Hải đưa 500 kiêu kỵ chém cửa xông vào, giết 300 người, đâm thẳng vào trại Phong Lăng Độ, bởi không có hậu viện, nên quay về. Mùa thu năm 1229,, Đức Hải phá 83 trại ở Nam Sơn, góp phần bình xong Thiểm Tây. Đức Hải dẫn đường cho đại tướng Khôi Dục Na Bạt Đô , mượn đường Hán Trung, đi qua Kinh, Tương  mà đông tiến; gặp 10 vạn quân của tướng Kim là Vũ Tiên ở Bạch Hà, ông đơn độc tác chiến, khiến Vũ Tiên thua chạy, chém hơn 2 vạn thủ cấp; tiếp tục phá được quân Kim của Di Lạt Niêm Ca ở Đặng Châu. Tháng 11 ÂL mùa đông, quân Mông Cổ đến Quân Châu . Tháng giêng, mùa xuân năm 1232 , Đức Hải theo Mông Cổ soái Đà Lôi đánh bại quân Kim ở Tam Phong Sơn , đuổi đến Quân Châu, giết chết Kim soái Hợp Đạt , tướng quân Hoàn Nhan Tà Liệt  chạy thoát về Lạc Dương, Vũ Tiên chạy về Nam Dương. Đức Hải đón đánh các cánh quân Kim cứu viện Biện Kinh, lần lượt đánh tan Tà Liệt, Tiên, Hoàn Nhan Hợp Hỷ  từ Biện Kinh đến Trung Mưu giúp Tà Liệt, Tiên, nghe tin cũng sợ chạy . Nhờ công được thăng làm Hữu giám quân. Tháng giêng ÂL năm 1233, phá quân Kim ở Hoàng Long Cương . Năm 1234, lấy 2 châu Thân, Đường. Năm 1235, Hà Nam nổi dậy, Đức Hải đi dẹp, bị pháo kích vào chân, ôm bệnh về nhà rồi mất.

## Góp ý chánh trị
Đức Hải từng kiến nghị khảo thí tăng ni, đạo sĩ trong nước, những người thông hiểu kinh văn thì được giữ lại, những người có tay nghề thì giao cho bọn Tiểu thông sự Hợp Trụ quản lý, còn lại đều buộc phải hoàn tục; Đại hãn Oa Khoát Đài giáng chiếu cho bọn đại thần Hốt Đô Hổ thi hành. Đức Hải còn kiến nghị mở trường học, đào tạo nhân tài, tổ chức thi cử, chọn họ làm quan, được Đại hãn nghe theo.

## Hậu nhân
Con trai là danh tướng Quách Khản.